# Bijou fantaisie

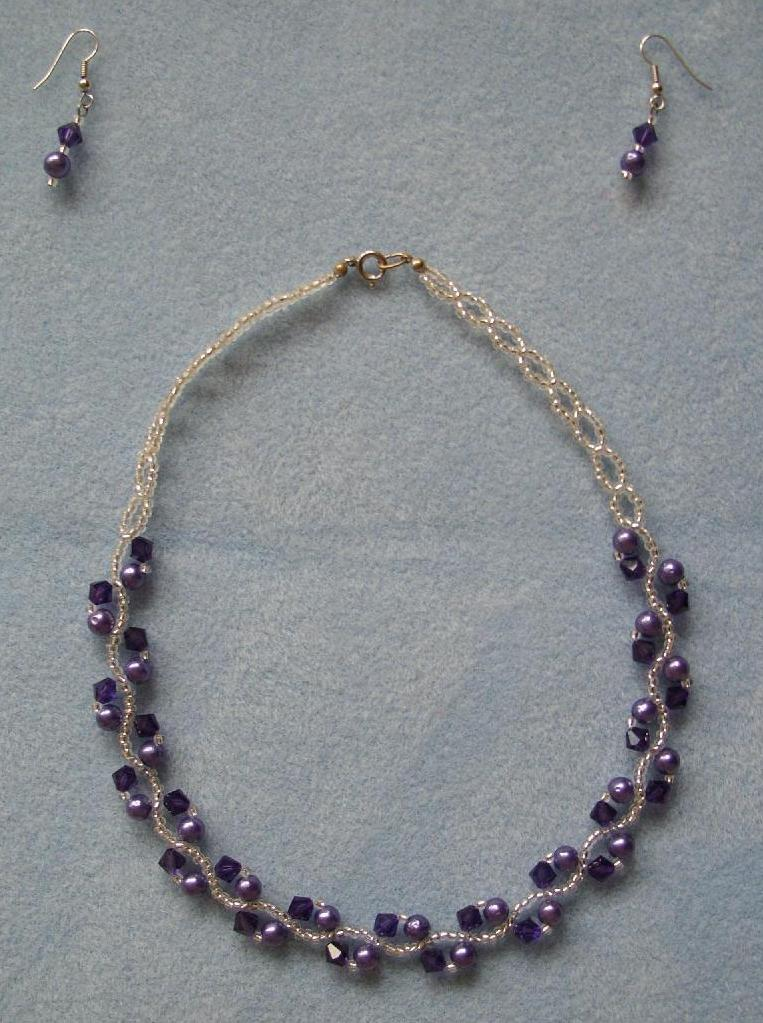
Ras-de-cou et boucles d'oreille en perles (Swarovski, rocailles), artisanat.

Le bijou est un « objet de parure précieux par la matière ou par le travail » ,, et se classifie aujourd'hui selon deux domaines :
- Le bijou composé de matériaux précieux avec ou sans gemmes (argent, or, perles, pierres fines, pierres précieuses ou divers minéraux...) ;
- Le bijou composé de matériaux semi-précieux et/ou avec toutes sortes de matériaux (aluminium, argile, bois, cuivre, inox, laiton, pâte, résine...)

Le bijou fantaisie , est généralement un objet artisanal unique ou réalisé en série limitée, et fabriqué principalement à la main, par une personne créative (bijoutier, bijoutière). Créative car cette personne fait appel à son imagination (fantaisie) pour la conception du bijou mais aussi pour la technicité employée au cours de la fabrication, qui relève de méthodes rigoureuses mais aussi créatives voire intuitives et même expérimentales, selon le rendu souhaité.  
L'exploitation de nouvelles matières de la part d'artistes, de bijoutiers et même de designers aboutira, à la suite de recherches approfondies, à de nouvelles techniques de mise en œuvre. Le travail des formes, d'associations de matières, de couleurs, des textures amène une nouvelle dimension au bijou. Ce dernier peut devenir une œuvre d'art à part entière.  
Pour les petites entreprises d'activité artisanale voire artistique, la fabrication du bijou fantaisie se doit d'être majoritairement effectuée manuellement , d'où l'expression si souvent rencontrée "Fait-Main" voire "Fait avec amour" pour valoriser le travail de fabrication minutieux, technique...  
Nota bene : le bijou de masse - précieux, semi-précieux ou non précieux - n'est pas un domaine à part entière mais une méthode de fabrication. Il est fabriqué de façon industrielle et à grande échelle. C'est un bijou produit en quantité massive visant une rentabilité maximale : un coût des matériaux bas, un temps de fabrication très court et très souvent une main d’œuvre bon marché. L'industrialisation va donc permettre la production intensive de bijoux bon marché, vendus dans de nombreux magasins de bijoux. Ceux-ci suscitent régulièrement l'intérêt de fraudeurs qui profitent d’événements et festivités sur des stands d'exposition et étales de marché notamment, pour tromper le consommateur qui pourra se retrouver confronter à des bijoux de contrefaçon ,,,.
Dans le temps, il était courant d'entendre dire que les bijoux fantaisie étaient des babioles voire des frivolités : « Tout ce qui n'est pas précieux est fantaisie » sans valeur si non précieux ou semi-précieux. L'expression est désuète désormais, et tend à passer de mode car toute création vient de l'imaginaire du créateur/de la créatrice. 
Qui plus est, ce qui est fantaisie peut être précieux au sens littéral et/ou précieux au sens socio-affectif.
Les bijoux fantaisie sont des accessoires de mode de styles variés. Ils sont adjoints au corps, à la tenue, au vêtement, afin d’en souligner certains traits ou de le modifier. Comme les vêtements, les accessoires de mode ont, simultanément, une fonction utilitaire et une fonction sociale. Ils permettent de se reconnaître au sein d'un groupe, de montrer son originalité (se démarquer) ou de tenir compte d'un contexte particulier : festival, soirée, réunion familiale, travail de bureau, travail en milieu industriel, école, examen/concours, utilisation d'engin motorisé, pour ne citer que ces exemples.

## Histoire

### Avant le début duXXesiècle
Le bijou existe depuis presque autant de temps que le vêtement. D’abord en tant qu’ornement afin d’agrémenter la tenue. De nature religieuse ou esthétique, ces objets se sont sophistiqués avec les techniques successives de fixation pour enfin sacraliser le mot bijou.
Des coquillages percés retrouvés en Israël, au Maroc et Afrique du Sud, nous montrent que le bijou date de plus de 100 000 ans. Rustiques au départ, les parures étaient en os ou en dents d’animaux, puis en pierre et en ambre.
Les Celtes seront le premier peuple à être réputé pour la qualité de ses parures et de ses bijoux.

### Après la Première Guerre mondiale
Ce n’est qu’après la Première Guerre mondiale, avec l’ère du pétrole, du fordisme et l’apparition de la production en série, que les bijoux et parures deviennent moins « symboliques » et leur usage moins « codifié ». En effet, maintenant accessibles à tous, les bijoux étaient à l’époque, un moyen de distinguer les rangs de classes sociales. Ainsi, on pouvait reconnaître de quelle classe provenait telle personne et l’ornement était considéré comme luxueux.
Par ailleurs, la Première Guerre mondiale est un tournant capital dans l'histoire du bijou car l'or est récupéré par les gouvernements pour participer à l'effort de guerre. Les artisans sont mobilisés ou reconvertis dans l'industrie des armes. Les bijoux subissent le même sort et sont élaborés avec des métaux simples (fer, cuivre, aluminium…). Les bijoux d’antan, créés à base de métaux précieux prennent une signification encore plus grande du fait des séparations définitives ou non, dues à l'époque.

### Contexte favorable, résultat du choc des deux guerres
La Seconde Guerre mondiale paralyse de nouveau l'industrie du bijou. Les bijoux simples réapparaissent ; des bijoux patriotiques, aux emblèmes des régiments ou des unités des soldats, sont même fabriqués. Les mœurs changent avec la violence de la guerre et le rôle social des femmes prend une place déterminante (elles sont dans les usines et les hommes à la guerre). De nouveaux matériaux apparaissent et des anciens matériaux sont réutilisés. 
Le choc de cette guerre et le nouveau rôle social des femmes dans ce contexte influent sur la mode en général, la conception et la fabrication des bijoux, qui deviennent plus stylisés sous l'impulsion de la mode Art déco notamment. L'essor des nouveaux matériaux (bakélite, maillechort) et le retour de plus anciens (marcassite, étain) redonnent un nouvel élan où les « faux bijoux » (car ils n’utilisaient pas de matériaux précieux, mais ressemblaient à des bijoux de luxe) ne sont plus des tentatives d'imitation mais bien des bijoux à part entière : ils ont peu à peu leur propre identité et s’inscrivent dans une nouvelle mode particulière (exemple : la mode Art), avec leurs couleurs et formes propres. L’introduction du terme « bijou fantaisie » apparaît enfin. 

### LesTrente Glorieuses
Après la guerre, le niveau de vie s'améliore doucement avec le plein emploi et l'augmentation des salaires, et les bijoux reprennent leur place dans la vie quotidienne.
À partir des années 1950, on peut distinguer clairement trois grands secteurs :
- la joaillerie, qui fabrique des pièces uniques ou en série limitée dans des matériaux prestigieux ;
- la bijouterie[12] fantaisie, qui produit des pièces en série, profitant des nouveaux matériaux comme le plastique, le polyester, les résines synthétiques ;
- la bijouterie artisanale parfois appelée bijouterie d'apparat, qui fabrique des pièces uniques ou en série limitée.

### De nos jours
Force est de constater que dans l'usage courant, le terme de bijou fantaisie  ne désigne plus un bijou sectorisé mais tout simplement un bijou issu de l'imagination de la créatrice ou du créateur, et ce indépendamment des matériaux utilisés dans la fabrication. Sa valeur peut être estimée selon les personnes, les cultures, le contexte pour exemples et ce, en fonction des matériaux, du travail réalisé, des différentes techniques utilisées, des intentions et de la minutie apportées notamment. L'estimation d'un bijou est tout à fait relative à chacun, selon les valeurs propres de la personne ou d'un groupe de personnes. 

## Les matériaux utilisés dans les bijoux fantaisie

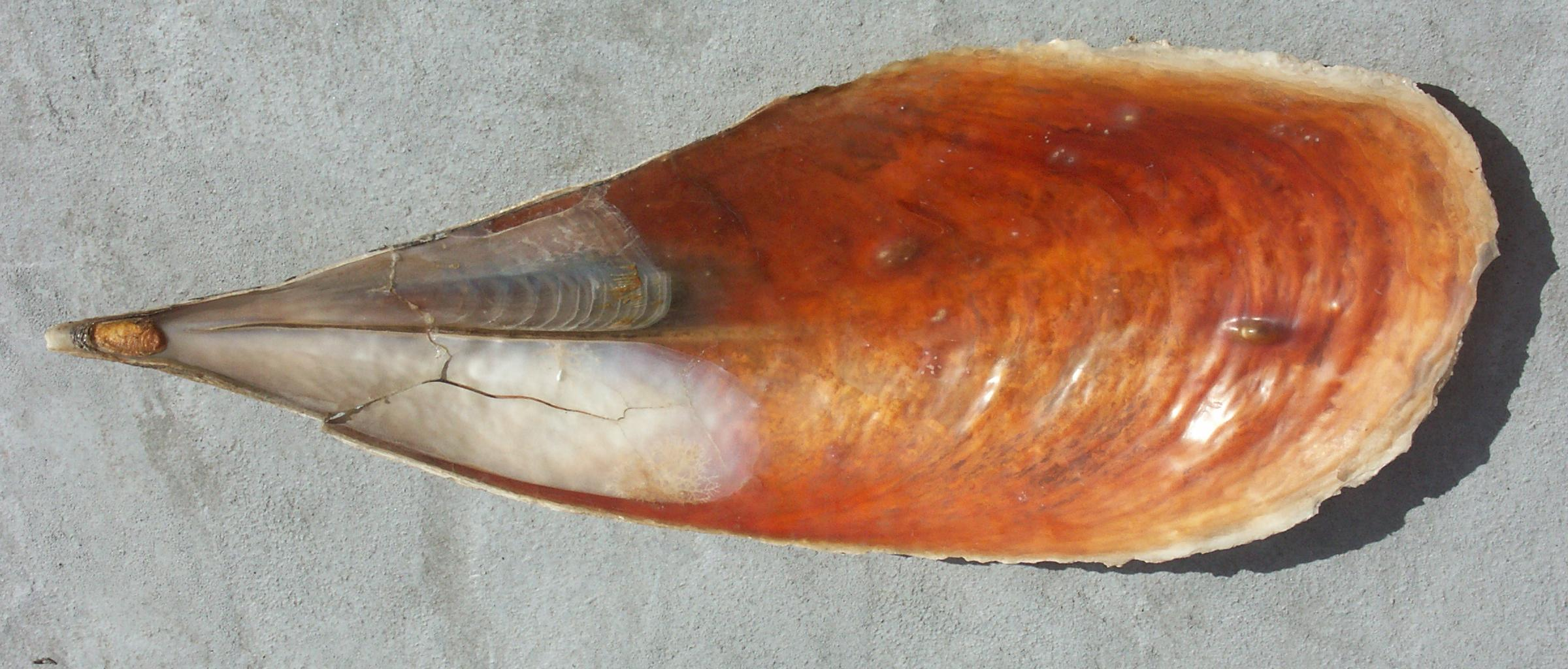
Coquillage : Nacre

Différents types de matériaux permettent la fabrication de bijoux fantaisie :
- Les métaux : or, argent, cuivre, acier inoxydable, aluminium, laiton,
- Les pierres gemmes : diamant
- Les pierres synthétiques
- Les résines : résine époxy, résine UV
- L'argile polymère : pâte Fimo
- Les fibres[13] : coton, laine, polyester
- Les autres matériaux : verre, nacre, coquillage, corne, terre[14], cuir,

Depuis le décret de février 2002, les appellations « pierre précieuse », « pierre fine » et « pierre ornementale » sont interdites en France. Ces trois anciennes catégories sont regroupées sous l'appellation unique de « gemmes ».

### Quelques exemples de pierres gemmes

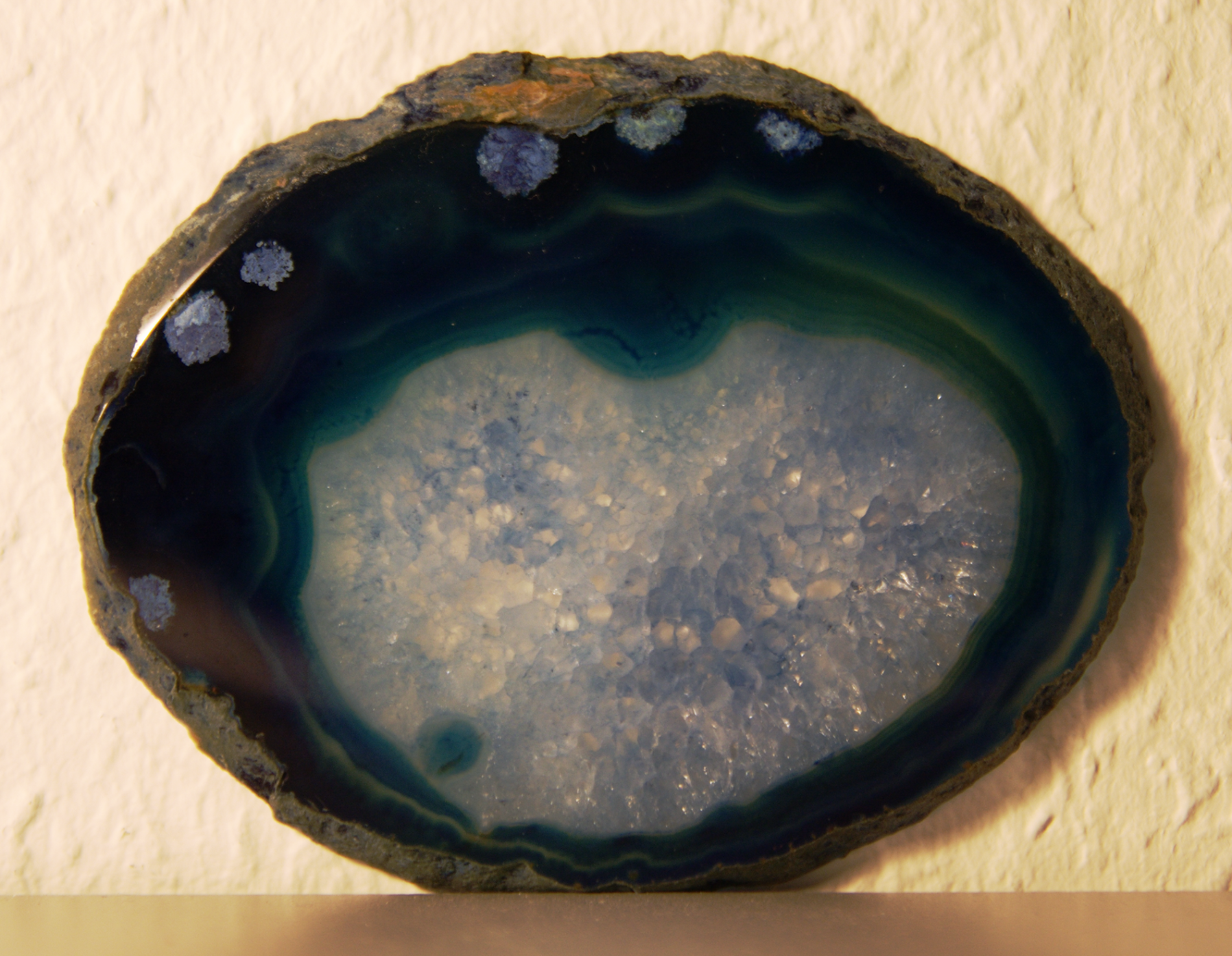
pierre d'agate

- Le diamant, transparent (bleu pâle, blanc très transparent et brillant…)
- L'émeraude, transparente (vert foncé)
- Le rubis, transparent (rouge à écarlate)
- Le saphir, transparent (bleu clair à moyen)
- Le grenat, translucide (rouge, marron, vert ou violet)
- La topaze, transparente (bleu clair à foncé)
- L'agate, translucide (rayée marron, bleu, blanc, rouge)
- L'ambre, transparent (diverses nuances de jaune ou d'or)
- Le corail rouge, opaque (rouge écarlate)
- Le jade, translucide (vert pâle, foncé, vert et blanc)
- Le jais, opaque (noir)
- La jaspe, opaque (bleu, avec reflet noir à marron)
- L'onyx, transparent (noir pur, blanc pur, ou bandes)
- La perle, translucide (blanc, jaune, rose, noire)
- La turquoise, opaque (bleu-vert pâle)

## Catégories de bijoux fantaisie
- Bijoux de tête, bijoux de cheveux, bijoux de front
  - épingle, barrette, serre-tête, poignet ou perle de natte,
  - couronne, diadème,
  - boucles d'oreilles
  - clou d'oreille
  - poignet d'oreille
  - manchon d'oreille
- Bijoux de cou
  - collier ras de cou dit aussi "ras de cou" ou "ras du cou"
  - collier multi-rangs
  - collier à pendentif
  - collier sautoir (long)
  - boule de grossesse ou bola
- Bijoux de bras
  - bracelet
  - manchette ou manchon
  - tour de bras ou brassard
- Bijoux de main
  - bague ajustable
  - bague chaîne
  - bague semainier
  - alliance
  - bague à plateau ou bague plateau
  - chevalière
  - solitaire
- Bijoux de corps
  - chaîne de poitrine
  - bustier
  - chaîne de taille
  - chaîne de ventre
- Bijoux de pieds
  - bracelet de cheville
  - chaîne de cheville ou chevillère
  - chaîne de pied
  - bague de pied ou bague d'orteil
  - sandale pied nu ou sandale aux pieds nus

Sans oublier les bijoux issus du piercing, ce qui augmente nettement la variété de bijoux envisageables pour agrémenter tant la tenue que le corps, selon la période, le temps, l'époque, les événements...

## Créateurs et producteurs de bijoux fantaisie (liste non exhaustive, à compléter)

### En France
- Gas Bijoux
- Réminiscence

### International
- Claire's (États-Unis)
- Dolce & Gabbana (Italie)
- Guess (États-Unis)
- Kate Spade (États-Unis)
- Morellato (Italie)
- Pilgrim (Danemark)
- Swarovski (Autriche)